# Dothideales
Dothideales Lindau (1897) é uma ordem de fungos liquénicos.

## Descrição
Os taxa incluídos na ordem Dothideales caracterizam-se pela ausência de hamatécio (definido como hifas ou outros tecidos entre os ascos) e pela existência de lóculos contendo contendo ascos fistunicados (com camadas múltiplas concêntricas e imbricadas) ovóides a cilíndricos, geralmente em feixes ou aglomerados alongados designados por fascículos. Durante o desenvolvimento, os ascos penetram através do tecido estromático criando por essa via os lóculos.

## Classificação
Até 2001, esta ordem era considerada como contendo 5 famílias: Botryosphaeriaceae, Coccoidiaceae, Doditheaceae, Dothioraceae e Planistromellaceae. Nesse ano e nos anos seguintes foram publicados vários estudos filogenéticos recorrendo a técnicas de biologia molecular que resultaram na reestruturação da classificação destes organismos, sendo que a partir de 2007 a revisão taxonómica com maior aceitação dos Ascomycota (Dezembro de 2007) considera que a ordem Dothideales contém apenas duas famílias: os Dothidiaceae; e os Dothioraceae. As famílias Botryosphaeriaceae (ordem Botryosphaeriales) e Planistromellaceae foram removidas, respectivamente, para ordem e família considerada incertae sedis, aguardando a aquisição e análise de dados moleculares adicionais